# Франческо Берлінг'єрі
Франческо Берлінг'єрі(італ. Francesco Berlinghieri;) (*17 вересня 1440 р., Флоренція  — † 17 лютого 1500 р.,  Флоренція) — італійський вчений,  географ, картограф та дипломат. .

## Життєпис
1482 р., ( Флоренція) Франческо Берлінґєрі розширив та перевидав «Географію» К. Птолемея (це третє видання з картами). Він розпочав роботу з перегляду праць Птолемея в 1464 р. Франческо Берлінґєрі оновив карти Птолемея. Видав він їх вперше народною італійською мовою. Карти Франческо Берлінґєрі ґрунтуються на проєкціях Маріна Тірського (Μαρίνος ο Τύριος;  прибл. 70 р. — прибл. 130 р.)  грецького географа, картографа та математика, якого вважають засновником математичної географії. Карти також мають прямокутні рамки, а не трапецієподібні, які використовувалися в попередніх болонських та римських виданнях, а також  в ульмських виданнях (1482 р. та 1486 р.). Гравер мап – Ніколаус Германус. .

## Карти України
У цьому виданні, як і в попередніх двох (Болонья: 1477 р. — перше видання з картами та Рим: 1478 р.)  поміщена «Восьма карта Європи» (TABVLA OCTAVA DE EUROPA). На мапі написи: Європейська Сарматія (Sarmatia de Evropa), Азійська Сарматія (Par di Sarmatia in Asia), Таврика Херсонська (Tavrica Chersoneso) та ін. Густа мережа населених пунктів позначена на території Кримського півострова, між Дністром (Tyrafe), Дніпром (Borystmene) та Азовським морем (MaeotidePalvde). На схід від Карпат (Carpato mote) підписані назви племен: карпів (Carpiani), бастарнів (Basterne), певкінів (Pevcini) та ін. .
Теж у цьому виданні поміщена Карта світу «Caelestem Hic Terram Inspicias Terrestre Que Caelum».. По краях карти зображені голови з надутими щоками, що позначають 12 основних напрямків. Карта була надрукована з використанням двох окремих мідних пластин, які були розділені достатнім простором  для того, щоб можна було б добре скласти та зшити карту в зв'язаний атлас, не впливаючи на вміст її.  На карті «Caelestem Hic Terram Inspicias Terrestre Que Caelum» територію від Піренейського півострова до Азовського моря названо Європою (Evropa); на схід від Каспійського моря – Азіа (Asia). Східна Європа має на карті назву Європейської Сарматії (Sarmatia Evropa). Українські землі на карті зображено узагальнено. Нанесено Дніпро (Borystene) з правою, без назви, притокою, дві річки, теж без назв, на Правобережжі, а також Азовське море (Раlиdes meotides), Чорне море (Mare pontium sive pontus evxinus) та  Кримський півострів (tavrica). .
На «Другій карті Азії» (Tabula Seconda de Asia) показано південно-східну частину України, південь Росії та Кавказ. На мапі зображені частини: Європейської Сарматії (Par di Sarmatia de Europa),  Азовського моря (Meotide Palv), Чорного моря, Приазов’я з Сивашем (Bice Palv), Кримського півострова (Taurica Chersoneso), Алаунських гір (Alauno monte) з яких витікає річка, яка впадають в Азовське море. На півночі мапи зображені Гіперборейські гори. .